# مايك روسي
مايك روسي (بالإنجليزية: Mike Rossi)‏ هو متزحلق حر أمريكي، ولد في 25 فبراير 1994 في لونغ فالي في الولايات المتحدة.

## وصلات خارجية
- مايك روسي على موقع الاتحاد الدولي للتزلج (التزلج الحر) (الإنجليزية)